# Dardan Rexhepi

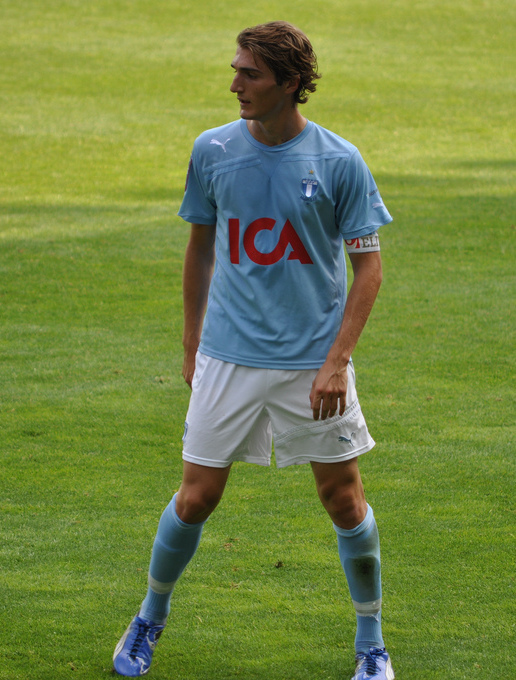
Dardan Rexhepi (2011)

Dardan Rexhepi (ur. 16 stycznia 1992 w Prisztinie) – szwedzki piłkarz pochodzenia kosowskiego, członek szwedzkich reprezentacji U-19 (2010-2011) i U-21 (2011-2013), w latach 2014-2015 reprezentant Kosowa.